# Olavi Koponen
Olavi Koponen (né le 19 août 1951 à Tuusniemi) est un architecte finlandais.

## Biographie
De 1979 à 1981, il étudie les sciences sociales à Moscou.
De 1983 à 1993, il étudie l'architecture à l'Université technologique de Tampere.
Il travaille actuellement pour le cabinet d'architecte R2K. 

## Ouvrages principaux
- Villa Långbo, 2001, Långholmen, Kimito
- Villa Riviera, Kyläniemi
- Villa Lena, 2004, Örkkiniiintie 19B, Espoo
- Kotilo, 2006, Kauklahti, Espoo

## Galerie

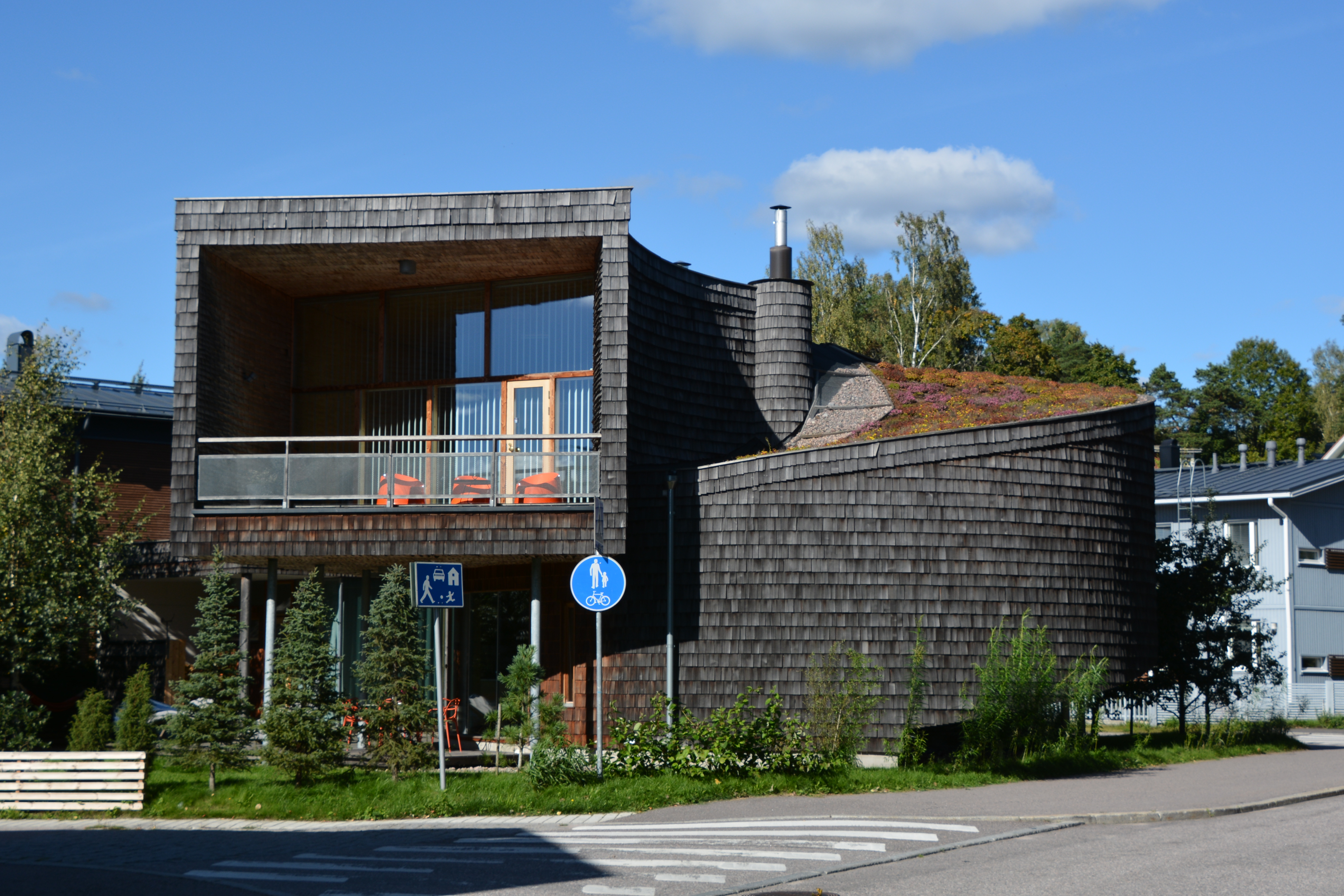
Kotilo

.